# Liste des épisodes de Once Upon a Time
La liste des épisodes de Once Upon a Time, série télévisée américaine, est constituée de 157 épisodes.

## Panorama des saisons
| Saison | Épisodes | Diffusion originale sur ABC | Diffusion originale sur ABC | Sorties DVD              | Sorties DVD          | Sorties DVD             |
| Saison | Épisodes | Début de saison             | Fin de saison               | Zone 1 (dont États-Unis) | Zone 2 (dont France) | Zone 4 (dont Australie) |
| ------ | -------- | --------------------------- | --------------------------- | ------------------------ | -------------------- | ----------------------- |
| 1      | 22       | 23 octobre 2011             | 13 mai 2012                 | 28 août 2012             | 31 octobre 2012      | 17 octobre 2012         |
| 2      | 22       | 30 septembre 2012           | 12 mai 2013                 | 13 août 2013             | 5 mars 2014          | 16 octobre 2013         |
| 3      | 22       | 29 septembre 2013           | 11 mai 2014                 | 19 août 2014             | 25 février 2015      | 12 novembre 2014        |
| 4      | 22       | 28 septembre 2014           | 10 mai 2015                 | 18 août 2015             | 30 mars 2016         | 25 novembre 2015        |
| 5      | 23       | 27 septembre 2015           | 15 mai 2016                 | 16 août 2016             | 22 mars 2017         | 7 décembre 2016         |
| 6      | 22       | 25 septembre 2016           | 14 mai 2017                 | 15 août 2017             | 21 mars 2018         | indéterminée            |
| 7      | 22       | 6 octobre 2017              | 18 mai 2018                 | indéterminée             | 5 avril 2019         | indéterminée            |

## Liste des épisodes

### Première saison (2011-2012)
Composée de vingt-deux épisodes, elle a été diffusée du 23 octobre 2011 au 13 mai 2012 sur ABC, aux États-Unis.
1. Il était une fois (Pilot)
2. Le Sort noir (The Thing You Love Most)
3. Le Pont des Trolls (Snow Falls)
4. Le Prix à payer (The Price of Gold)
5. La Petite Voix de la conscience (That Still Small Voice)
6. Le Berger (The Shepherd)
7. Le Cœur du chasseur (The Heart Is a Lonely Hunter)
8. Le Ténébreux (Desperate Souls)
9. Hansel et Gretel (True North)
10. Le Vol de la colombe (7:15 A.M.)
11. Le Génie (Fruit of the Poisonous Tree)
12. La Belle et la Bête (Skin Deep)
13. Le Chevalier d'or (What Happened to Frederick)
14. Nova et Rêveur (Dreamy)
15. Le Grand Méchant Loup (Red-Handed)
16. Le Chemin des ténèbres (Heart of Darkness)
17. Le Chapelier fou (Hat Trick)
18. Daniel (The Stable Boy)
19. Le Bon Fils (The Return)
20. La Promesse de Pinocchio (The Stranger)
21. La Pomme empoisonnée (An Apple Red as Blood)
22. Le Véritable Amour (A Land Without Magic)

### Deuxième saison (2012-2013)
Le 11 mai 2012, la série a été renouvelée pour une deuxième saison de vingt-deux épisodes. Elle a été diffusée du 30 septembre 2012 au 12 mai 2013 sur ABC, aux États-Unis.
Note : Lors du lancement de cette deuxième saison, un épisode spécial intitulé Magic Is Coming a été diffusé le 30 septembre 2012 à 19 h, il s'agit d'un résumé complet de la première saison de la série, puis un deuxième intitulé The Price of Magic a été diffusé le 14 avril 2013 à 19 h, se plaçant entre Sincère, Altruiste et Courageux et Lacey (épisodes 18 et 19 de cette même saison).
1. Le Retour de la magie (Broken)
2. Prisonniers (We Are Both)
3. Lancelot (Lady of the Lake)
4. Le Crocodile (The Crocodile)
5. Le Docteur (The Doctor)
6. Tallahassee (Tallahassee)
7. L'Enfant de la lune (Child of the Moon)
8. Le Charme du sommeil (Into the Deep)
9. La Reine de cœur (Queen of Hearts)
10. Le Chant du criquet (The Cricket Game)
11. Le Yaoguai (The Outsider)
12. Au nom du frère (In the Name of the Brother)
13. Le Petit Géant (Tiny)
14. Manhattan (Manhattan)
15. Un poisson nommé Cora (The Queen Is Dead)
16. La Fille du meunier (The Miller's Daughter)
17. Bienvenue à Storybrooke (Welcome to Storybrooke)
18. Sincère, Altruiste et Courageux (Selfless, Brave and True)
19. Lacey (Lacey)
20. La Méchante Reine (The Evil Queen)
21. Deuxième étoile à droite… (Second Star to the Right)
22. …Et tout droit jusqu'au matin (And Straight on 'Til Morning)

### Troisième saison (2013-2014)
Le 10 mai 2013, la série a été renouvelée pour une troisième saison de vingt-deux épisodes. Elle a été diffusée en deux parties : les onze premiers épisodes du 29 septembre 2013 au 15 décembre 2013, puis après une pause hivernale, la saison a repris du 9 mars 2014 au 11 mai 2014 sur ABC, aux États-Unis.
1. Il suffit d'y croire (The Heart of the Truest Believer)
2. L'Orpheline (Lost Girl)
3. Fée Clochette (Quite a Common Fairy)
4. Les Enfants perdus (Nasty Habits)
5. La Naissance d'un pirate (Good Form)
6. Ariel (Ariel)
7. La Boîte de Pandore (Dark Hollow)
8. Pense à de jolies choses (Think Lovely Thoughts)
9. Peter Pan n'échoue jamais (Save Henry)
10. Le Nouveau Pays Imaginaire (The New Neverland)
11. Garder espoir (Going Home)
12. Un pirate dans la ville (New York City Serenade)
13. Chasse aux sorcières (Witch Hunt)
14. Le Fantôme de la peur (The Tower)
15. Une vie pour une vie (Quiet Minds)
16. Verte de jalousie (It's Not Easy Being Green)
17. Le Choix du capitaine Crochet (The Jolly Roger)
18. Remonter le temps (Bleeding Through)
19. Un cœur pour deux (A Curious Thing)
20. Nous ne sommes plus au Kansas (Kansas)
21. L'Effet papillon (Snow Drifts)
22. On n'est jamais aussi bien que chez soi (There's no Place Like Home)

### Quatrième saison (2014-2015)
Le 9 mai 2014, la série a été renouvelée pour une quatrième saison de vingt-deux épisodes. Elle a été diffusée du 28 septembre 2014 au 10 mai 2015 sur ABC, aux États-Unis.
1. Elsa et Anna d'Arendelle (A Tale of Two Sisters)
2. Un mur de glace (White Out)
3. Jeter un froid (Rocky Road)
4. L'Apprenti sorcier (The Apprentice)
5. Le Reflet du miroir (Breaking Glass)
6. Secrets de famille (Family Business)
7. Le Pacte (The Snow Queen)
8. La Sœur parfaite (Smash the Mirror) - 90 minutes
9. L'Étoile filante (Fall)
10. Ultime Sacrifice (Shattered Sight)
11. Le Point de non-retour (Heroes and Villains)
12. L'Alliance (Darkness On the Edge of Town)
13. Secret maléfique (Unforgiven)
14. Le Retour du dragon (Enter the Dragon)
15. La Voix de la liberté (Poor Unfortunate Soul)
16. La Licorne (Best Laid Plans)
17. Un cœur en or (Heart of Gold)
18. La Veuve noire (Sympathy for the DeVil)
19. Lily (Lily)
20. Des héros et des méchants (Mother)
21. Opération Mangouste (Operation Mongoose: Part One)
22. Du côté obscur (Operation Mongoose: Part Two)

### Cinquième saison (2015-2016)
Le 7 mai 2015, la série a été renouvelée pour une cinquième saison de vingt-trois épisodes. Elle a été diffusée du 27 septembre 2015 au 15 mai 2016 sur ABC, aux États-Unis.
1. La Ténébreuse (The Dark Swan)
2. Excalibur (The Price)
3. La Couronne pourpre (Siege Perilous)
4. Le Royaume brisé (The Broken Kingdom)
5. L'Attrape-rêves (Dreamcatcher)
6. La Quête de Merida (The Bear and the Bow)
7. Nimue (Nimue)
8. La Flamme de Prométhée (Birth)
9. Le Casque de DunBroch (The Bear King)
10. Duel (Broken Heart)
11. La Marque de Charon (Swan Song)
12. Une chance de rédemption (Souls of the Departed)
13. Cerbère (Labor of Love)
14. Pacte avec le diable (Devil's Due)
15. L'Œil de la tempête (The Brothers Jones)
16. Jamais sans ma fille (Our Decay)
17. La Rivière des âmes perdues (Her Handsome Hero)
18. Le Baiser d'amour véritable (Ruby Slippers)
19. Le Temps des adieux (Sisters)
20. L'Oiseau de feu (Firebird)
21. Le Cristal de l'Olympe (Last Rites)
22. Dr Jekyll et Mr Hyde (Only You)
23. Des histoires secrètes (An Untold Story)

### Sixième saison (2016-2017)
Le 3 mars 2016, la série a été renouvelée pour une sixième saison de vingt-deux épisodes. Elle a été diffusée du 25 septembre 2016 au 14 mai 2017 sur ABC, aux États-Unis.
1. Le Temple de Morphée (The Savior)
2. Les Vipères d'Agrabah (A Bitter Draught)
3. Le Soulier de verre (The Other Shoe)
4. Le Vrai Méchant (Strange Case)
5. Jasmine et Aladdin (Street Rats)
6. En eaux troubles (Dark Waters)
7. La Pousse magique (Heartless)
8. Le Rocher de Sisyphe (I'll Be Your Mirror)
9. La Fée noire (Changelings)
10. Trois Vœux (Wish You Were Here)
11. L'Autre Robin (Tougher Than the Rest)
12. Le Vrai Meurtrier (Murder Most Foul)
13. La Guerre des ogres (Ill-Boding Patterns)
14. La Flèche de Cupidon (Page 23)
15. L'Exil du cœur (A Wondrous Place)
16. Les Remords d'un lâche (Mother's Little Helper)
17. L'Effet d'une fleur (Awake)
18. Plus jamais seule (Where Bluebirds Fly)
19. Le Livre des prophéties (The Black Fairy)
20. Mélodie d'amour (The Song in Your Heart)
21. La Bataille finale, première partie (The Final Battle: Part One)
22. La Bataille finale, deuxième partie (The Final Battle: Part Two)

Source des titres FR

### Septième saison (2017-2018)
Le 11 mai 2017, la série a été renouvelée pour une septième saison de vingt-deux épisodes.
1. La Pantoufle de verre (Hyperion Heights)
2. Double vie (A Pirate's Life)
3. Anastasie (The Garden of Forking Paths)
4. Aux confins des royaumes (Beauty)
5. Le Rubis luciole (Greenbacks)
6. Réveil forcé (Wake Up Call)
7. Eloise Gardener (Eloise Gardener)
8. Au pays des merveilles (Pretty in Blue)
9. Rien qu'une petite larme (One Little Tear)
10. Le Sabbat des huit (The Eight Witch)
11. L'Orchidée sacrée (Secret Garden)
12. Le Médaillon de la discorde (A Taste of the Heights)
13. Le Talisman magique (Knightfall)
14. La Fille de la tour (The Girl in the Tower)
15. Le Cercle des sœurs (Sisterhood)
16. Le Grand tourbillon (Breadcrumbs)
17. Mauvaise carte (Chosen)
18. La Gardienne (The Guardian)
19. La Clé du bosquet (Flower Child)
20. L'Autre moi (Is This Henry Mills?)
21. La Plume de la sagesse (Homecoming)
22. La Réunion des mondes (Leaving Storybrooke)